# Baranya (település)
Baranya (ukránul: Баранинці [Baraninci]) falu Ukrajnában, Kárpátalján, az Ungvári járásban.

## Fekvése
Baranya Ungvártól 3 km-re terül el dél-délkeleti irányban, a Baranya-patak mellett.

## Története
A 14. század elején települt. Első írásos említése 1342-ből származik „Barania” néven. Nevének eredete tisztázatlan.
Baranya az Ungvári járás egyik legrégebbi települése. Ősi birtokos családja a Baranyay család. 
A 14. században még jelentéktelen falu. A középkori források két falut (Alsó- és Felsőbaranya) említenek. 1599-ben Felsőbaranya lakott falu 9 portával, a falu nagy részét ez időben a császári csapatok felégették. 1719-ben nemesi falu 6 jobbágyháztartással. A két falu a 18. században minden bizonnyal egybeépült.
A 18. század végén Vályi András így ír róluk: „BARANYA. Alsó Baranya. Baranyitza. Elegyes lakosú falu, Ungvár Vármegyében, lakosai katolikusok, fekszik Kis Ráthnak szomszédságában, mellynek filiája, birtokosai több Uraságok, ámbár a’ víz áradások néha ártalmára vannak; mind azon által szénával, gabonával bővelkedik, első Osztálybéli.
BARANYA. Felsö Baranya, Baranicze. Szép lapos helyen épűlt falu, Ungvár Vármegyében, lakosai katolikusok, fekszik az előbbeninek szomszédságában, makk termő erdeivel bővelkedik, Latorcza vizének kiöntése néha kárt okoz ugyan jó földgyeinek, mind az által első Osztálybéli.”
Fényes Elek 1851-ben kiadott geográfiai szótárában így ír a faluról: „Baranya, orosz-magyar falu, Ungh vgyében,, Unghvárhoz délre 3/4 mfdnyire: 118 r., 323 g. kath., 145 ref., 30 zsidó lak. F. u. a kamara, Thuránszky, Torday, Sztankóczy, Gyöngyösy.”
A trianoni békéig Ung vármegye Ungvári járásához tartozott. Ekkor Csehszlovákiához csatolták. 1938–44 között visszakerült Magyarországhoz.
1945-ben Szovjetunióhoz csatolták a települést. 1991 óta Ukrajnához tartozik. 2020-ig közigazgatásilag hozzá tartozott Börvinges, Hegyfark és Unghosszúmező.

## Népesség
| Lakosok száma | 694  | 689  | 754  | 642  | 800  | 1101 | 1603 |
|               | 1867 | 1890 | 1910 | 1940 | 1969 | 1982 | 2001 |

- 1910-ben 754 lakosából 382 magyar, 48 német, 14 szlovák és 310 ruszin anyanyelvű volt; vallását tekintve pedig 107 római katolikus, 510 görögkatolikus, 77 református és 60 izraelita.[6]
- 1940-ben 642 lakosából magyar 352 fő, ruszin 285 fő, szlovák 2 fő.
- 2001-ben 1609 lakosából magyar 69 fő (4,3%), ukrán 93%.

A népesség anyanyelv szerinti megoszlása a teljes népesség %-ában (2001)

## A községi tanács címe
- magyarul: 89425 Baranya, Központi út 119.
- ukránul: 89425, с. Баранинці, вул. Центральна, 42